# Biomechanica

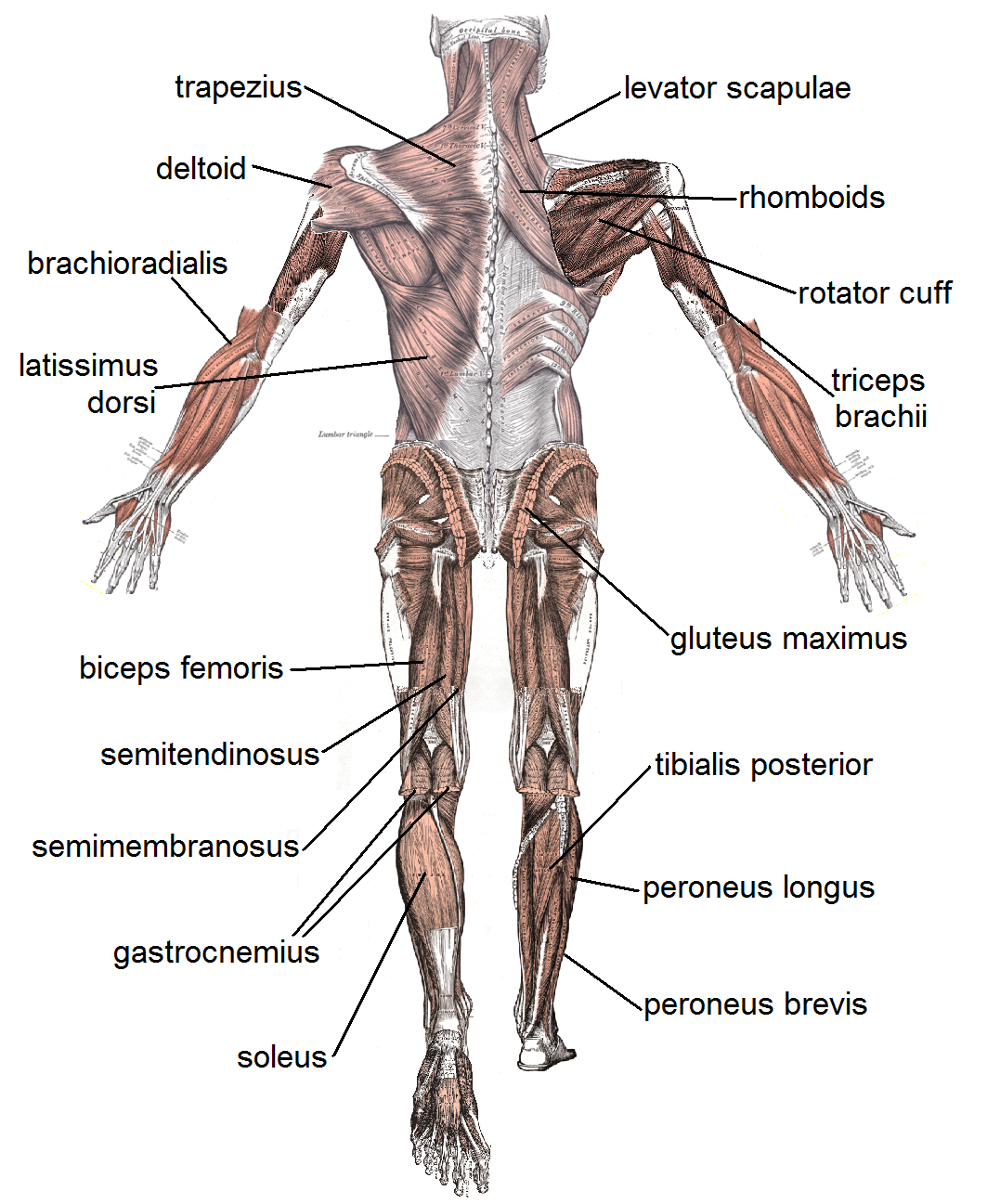
Spieren en botten van de mens

De biomechanica bestaat uit het toepassen van de natuurkundige mechanica bij het bestuderen van bewegingen van levende wezens. Het gaat daarbij om de klassieke mechanica van Newton en zijn opvolgers. Giovanni Borelli (1608-1679) schreef in De motu animalium, het eerste boek over biomechanica van spieren bij dieren. Dit boek is na zijn dood gepubliceerd.

## Star
Ieder voorwerp op Aarde ondervindt de zwaartekracht en bij elke beweging van levende wezens zijn de principes van de zwaartekrachtstheorie, dat is de klassieke mechanica, dan ook onverkort van toepassing. Een hoogspringster die een aanloop neemt beweegt zich in een simpele driedimensionale ruimte (exacter: in een vlakke driedimensionale Euclidische ruimte), zal bij iedere pas de gevolgen van de zwaartekracht ondervinden, haar spieracties leiden tot versnelling van bepaalde lichaamsdelen enzovoort. Op ieder moment kan elk lichaamsdeel gezien worden als een star voorwerp met een zekere massa, met afmetingen en een zwaartepunt, zich bewegend met een zekere snelheid en tevens een bepaalde versnelling ondervindend. Het lichaam als totaal kan gezien worden als een verzameling scharnierend met elkaar verbonden voorwerpen. De massa van het geheel is eenvoudig te berekenen (optelling van deelmassa's), maar het zwaartepunt van het geheel is in de praktijk een stuk lastiger exact te bepalen. Gelukkig beweegt dit lichaamszwaartepunt zich na de complexe acties van de afzet op eenvoudige wijze door de lucht: de horizontale beweging is eenparig constant en de verticale beweging is een eenparig versnelde beweging die resulteert in een paraboolbaan voor het zwaartepunt.

## Elastisch
Aan de atletiek is waarschijnlijk het meest door biomechanici gerekend, maar geen enkel atletiekonderdeel wordt al geheel doorgrond. Lastig is het grote aantal lichaamsdelen en nog lastiger is het dat geen enkel gewricht een eenvoudige tweedimensionale beweging maakt maar altijd vrijheidsgraden in alle richtingen heeft. Het allerlastigst is echter dat bij een beweging van een levend wezen niet alleen starre maar juist elastische voorwerpen een rol spelen: de spieren en pezen. De hoogspringster plant haar voet voor de afzet en spant haar beenspieren, maar de klap die opgevangen moet worden veroorzaakt inveren van het been. De spier rekt even uit, ook de pees rekt een beetje, maar even later weten ze het pleit te winnen, trekken ze zich samen en gaat de echte afzet plaatsvinden. Hoe veren spier en pees in en hoe gaat de beweging van inveren naar afzetten? De details zijn niet bekend. De snelheid die het resultaat is van de spieractie kan eenvoudig in een model van het hoogspringen of welke beweging dan ook ingebracht worden, maar wanneer biomechanica ingezet wordt bij de analyse van sportbewegingen, gaat het om het vinden van die laatste millimeter die het breken van een record mogelijk maakt. Elk vereenvoudigd model is dan té eenvoudig.

## Assenstelsel
Bij metingen worden posities en bewegingen in de driedimensionale ruimte vastgelegd. Daarbij is een assenstelsel met drie assen nodig, maar de keuze van de assen is vrij. Het is niet noodzakelijk dat de assen een rechthoekig stelsel vormen, al is dat meestal wel het handigst. 
Meerdere stelsels gebruiken kan voordelen bieden. Atleten en trainers redeneren vaak vanuit een met de atleet meebewegend stelsel. Dat bestaat uit drie onderling loodrechte assen door het zwaartepunt van de atleet: een verticale as (dat is de richting waarin de zwaartekracht werkt), een horizontale as in de bewegingsrichting en een horizontale as dwars op de bewegingsrichting. Aangezien de aanloop deels in een bocht wordt gelopen, wijzigt de richting van de horizontale assen voortdurend.
Soms is het ook handig om een vast assenstelsel aan de hoogspringlat te verbinden. Op het hoogste punt van de sprong dient de atleet ongeveer horizontaal in de lucht te hangen en bovendien haaks op de lat. Intuïtief switchen trainers en atleten dan naar een vast assenstelsel, waarbij de lat een van de assen is, de verticaal een tweede as, terwijl de derde as loodrecht op de lat staat ongeveer in het punt waar de atleet het hoogste punt zal bereiken.
De boog die de atleet in de lucht tijdens de sprong maakt, is in het meebewegende assenstelsel de resultante van een salto voorwaarts en een salto zijwaarts, maar de meeste springers zullen hun sprong niet als een combinatie van twee salto's ervaren. Ze zullen eerder vanuit de lat denken én aan een simpele parabool, hetgeen neerkomt op een niet-rechthoekig assenstelsel: de verticaal, de lat en als derde een horizontale as in het vlak van de parabool. Dit is dan het derde assenstelsel dat atleten en trainers bij het hoogspringen als vanzelf gebruiken.

## Zweven
Een sprinter die versnelt zal denken dat hij continu sneller gaat. Toch leert Newton dat tijdens elke zweeffase de horizontale snelheid constant is. De versnelling zal dus trapsgewijs gaan, alleen tijdens grondcontact kan snelheid toegevoegd worden (en bij een slechte looptechniek zal elk grondcontact zelfs eerst wat vertraging bevatten).
Voor rotaties geldt volgens Newton hetzelfde. Zodra een lichaam los is van de grond heeft het een horizontale snelheid, een verticale snelheid (die door de werking van de zwaartekracht niet constant is: eerst steeds langzamer omhoog, dan steeds sneller naar beneden) en het lichaam zal ook een constant rotatiemoment hebben. Dit moment zal een sprinter liefst op nul houden, zodat alle toegevoegde snelheid in een betere tijd resulteert, maar de hoogspringster wil juist veel rotatie: van een verticale positie bij de afzet naar een horizontale tijdens de latpassage.
Uit de constantheid van horizontale snelheid en rotatiemoment tijdens de zweeffase, volgt dat alles wat daarvoor aan horizontale en roterende beweging plaats heeft gevonden 'weg' is. Alles heeft geresulteerd in precies die snelheid en dat rotatiemoment. Daaruit volgt dat de hoogspringster tijdens de aanloop een koprol zou kunnen maken, op haar handen lopen, over twee horden gaan – zolang de laatste pas exact hetzelfde blijft zal exact dezelfde sprong volgen. Psychologisch is het niet verstandig om jezelf zo af te leiden, energetisch niet om zo met krachten te smijten, maar biomechanisch valt er niets op af te dingen.

## Wiskundige achtergrond
Zie hiervoor de onderstaande artikelen.
- Wetten van Newton
- Klassieke mechanica